# Àcid sulfúric fumant
|  | Aquest article tracta sobre la mescla de compostos químics. Si cerqueu la població de Califòrnia, vegeu «Oleum». |

L'àcid sulfúric fumant o òleum (del llatí oleum = "oli") és una mescla en solució de diverses composicions de triòxid de sofre en àcid sulfúric, o de vegades més específicament es refereix a l'àcid disulfúric (també conegut com a àcid pirosulfúric). Els òleums es poden descriure per la fórmula genèrica ySO₃.H₂O on y és el contingut molar total de triòxid de sofre. El valor de y pot ser variat per incloure diferents òleums.

## Producció
L'òleum es produeix pel procediment de contacte (contact process) on el sofre s'oxida a triòxid de sofre i després es dissol en àcid sulfúric concentrat.

## Usos
L'òleum és un important intermedi en la producció d'àcid sulfúric degut a la seva alta entalpia de reacció d'hidratació. Quan s'afegeix SO₃ a l'aigua forma una fina boirina difícil de separar. Tanmateix, el SO₃ afegit a àcid sulfúric concentrat ràpidament es dissol, formant oleum el qual pot ser diluït en aigua per a proporcionar àcid sulfúric concentrat addicional.
L'òleum és útil per transportar compostos d'àcid sulfúric en ferrocarril a les indústries consumidores, ja que és més segur perquè a la temperatura d'una habitació és sòlid a més de ser menys corrosiu en els metalls que l'àcid sulfúric.
L'òleum és un reactiu potent i es fa servir en la nitració secundària del nitrobenzè.
L'òleum es fa servir per fabricar molts explosius excepte la nitrocel·lulosa.

## Reaccions
L'òleum és un potent agent deshidratador i dins la glucosa en pols, o un altre sucre, n'elimina l'aigua i deixa només el carboni. 